# Шикачик цикадовий
Шика́чик цикадовий (Edolisoma holopolium) — вид горобцеподібних птахів родини личинкоїдових (Campephagidae). Ендемік Соломонових островів.

## Підвиди
Виділяють три підвиди:
- E. h. holopolium (Sharpe, 1888) — північно-західні острови;
- E. h. tricolor Mayr, 1931 — острів Малаїта;
- E. h. pygmaeum Mayr, 1931 — центральні острови.

## Поширення і екологія
Цикадові шикачики поширені на Соломонових островах, зокрема на острові Бугенвіль. Вони живуть у вологих рівнинних тропічних лісах. Зустрічаються на висоті до 950 м над рівнем моря.

## Збереження
МСОП класифікує стан збереження цього виду як близький до загрозливого. Цикадовим шикачикам загрожує знищення природного середовища.